# Скорочкин Александр Сергеевич
Александр Сергеевич Скорочкин (род. 1 июля 1987, Москва, СССР) — российский баскетбольный тренер. Бронзовый призер Чемпионата мира U19 (2011 Латвия), победитель Чемпионата Европы дивизион Б (2016 Болгария). Александр Скорочкин работал с различными юношескими и профессиональными командами в России, привлекался в молодежные и юношеские сборные России. Награжден за вклад в развития баскетбола в Московской области.

## Карьера тренера
2008—2013 «Спарта и К» (Видное)
2013—2015 МБК «Динамо» (Москва)
2015—2016 БК «Глория» (Москва)
2018—2019 БК «Восток-65» (Сахалин)
2019—2021 БК «Стремление» (Москва)
2023-н.в "Тимирязевская (Москва)

## Достижения
Бронзовый призер Чемпионат мира М U19 (2011 Латвия)
Бронзовый призер Чемпионат Суперлиги среди мужских команд (2015)
Серебряный призер Кубок России среди мужских команд (2015)
Чемпион Европы Дивизион Б юноши до 16 лет (Болгария 2016)